# Beatriz Rojkés de Alperovich
Beatriz Liliana Rojkés de Alperovich (sinh ngày 4 tháng 2 năm 1956) là một nhà tâm lý học, nữ doanh nhân, và chính khách Đảng Dân chủ người Argentina. Bà được bầu vào Thượng viện Argentina năm 2009, và năm 2011 trở thành người phụ nữ người Do Thái đầu tiên được chỉ định làm Tổng thống lâm thời; chức vụ này đặt bà vào vị trí thứ hai trong hàng thừa kế Argentina, sau Phó Tổng thống Amado Boudou.
Cả Rojkés và chồng bà là José Alperovich, người từng là thống đốc của Tucumán từ năm 2003, được coi là các chính trị gia "K" (hoặc Kirchner) hàng đầu, những người "rất gần gũi với Casa Rosada." Cách sống xa hoa của họ đã bị chỉ trích nặng nề, vì đã có thực tế là một số người thân của họ đã được trao công việc chính phủ cấp cao. Cả hai người đều là tâm điểm của những cáo buộc tham nhũng. Ngoài ra, Rojkés đã thường xuyên đưa ra những nhận xét được các phương tiện truyền thông xem như là vô duyên với người nghèo và nạn nhân tội phạm. Vào năm 2015, bà đến thăm các nạn nhân lũ lụt ở thị trấn El Molino và trở thành tiêu đề chính của các báo khi bà gọi một trong số họ là "kẻ lười biếng" và khoe mẽ rằng mình có mười biệt thự.

## Tiểu sử và học vấn
Beatriz Liliana Rojkés sinh ra ở San Miguel de Tucumán, là con của Luisa Werblud và Salomón Rojkés, cả hai đều là người Do Thái Ashkenazi di cư từ châu Âu.